# بيرسيفال إتش سبنسر
بيرسيفال إتش سبنسر (بالإنجليزية: Percival Hopkins Spencer)‏ هو طيار ومهندس أمريكي، ولد في 30 أبريل 1897 في Windsor, Connecticut ‏ في الولايات المتحدة، وتوفي في 16 يناير 1995 في توررانسي في الولايات المتحدة.